# Jan z Berry
Jan z Berry (francouzsky Jean Ier de Berry řečený Jean le Magnifique, 30. listopadu 1340, Vincennes – 15. března 1416, Paříž) byl francouzský šlechtic v období stoleté války mezi Francií a Anglií. Kromě politických aktivit byl také významným sběratelem a mecenášem umění. Mezi nejznámější díla vytvořená na jeho popud patří bohatě iluminovaný rukopis Přebohaté hodinky vévody z Berry a spis Jana z Arrasu Historie o Meluzíně. Vlastnil také rozsáhlou sbírku drahých kamenů a proslulý zvěřinec.

## Život

### Politická kariéra

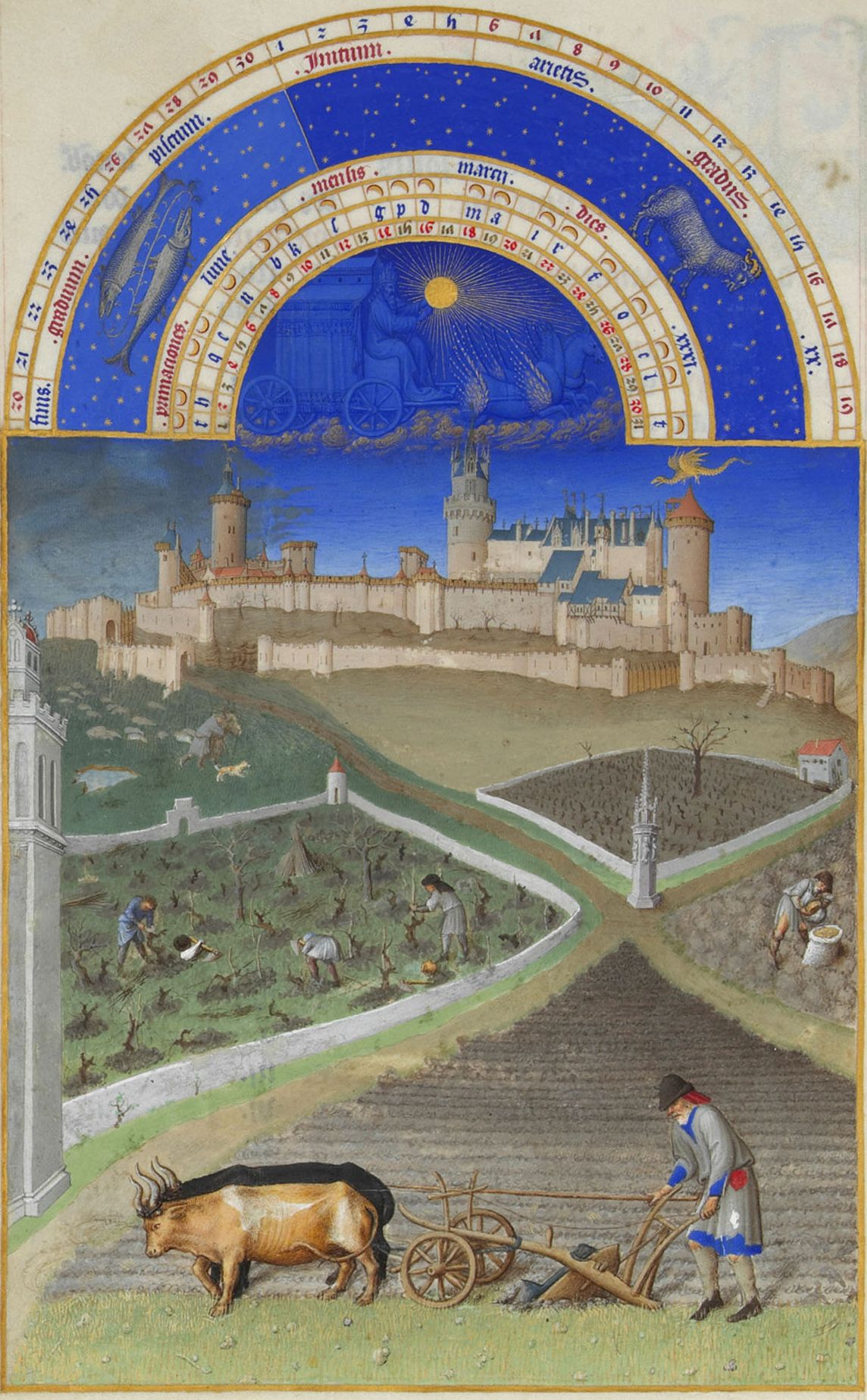
Hrad Lusignan, jedno z oblíbených sídel Jana z Berry. Iluminace Přebohatých hodinek vévody z Berry

Jan z Berry byl jedním z 13 dětí francouzského krále Jana II. a jeho ženy Bony Lucemburské a tedy mladším bratrem francouzského krále Karla V. Bona Lucemburská byla dcerou českého krále Jana Lucemburského, k němuž se Jan z Berry hrdě hlásil. Z jeho sourozenců mu byla nejbližší Marie z Baru, blízce se spřátelil také se svým bratrancem markrabětem moravským Joštem Lucemburským, s nímž jej pojila podobná povaha a záliba v politických machinacích. Tito tři příbuzní společně u Jana z Arrasu objednali vypracování Historie o Meluzíně.
Během života se mu několikrát podařilo vstoupit do vrcholné politiky, ale následně byl vždy donucen odejít do ústraní. Významně se angažoval ve strategii Francie během stoleté války, v níž ovšem jeho země byla čím dál méně úspěšná. Byl zkušeným diplomatem. Vyznamenal se například při návštěvě říšského císaře a českého krále Karla IV. ve Francii roku 1377, který tehdy už trpěl těžkou dnou, ale Janu z Berry se podařilo všechno zajistit tak, aby celá návštěva proběhla bez problémů a naklonil si i mladého císařova syna Václava.
Po smrti svého bratra, krále Karla V. v roce 1380 byl Jan z Berry ustanoven jedním z hlavních rádců nezletilého králova syna Karla VI. a stal se tak jedním z nejvýznamnějších mužů království. Když roku 1388 Karel VI. dosáhl dospělosti, své rádce vypudil a rozhodl se vládnout po svém. Už o čtyři roky později však u něj propukla dědičná duševní porucha a král byl téměř neschopný vládnout. K moci se v roli královských rádců vrátil Jan z Berry, jeho bratr Filip Smělý a králův bratr Ludvík Orleánský. Bohužel však každý z těchto šlechticů vyznával jiný politický kurz, což zemi oslabilo a s pokračující stoletou válkou se Francie ocitla až na pokraji zkázy.

### Manželství

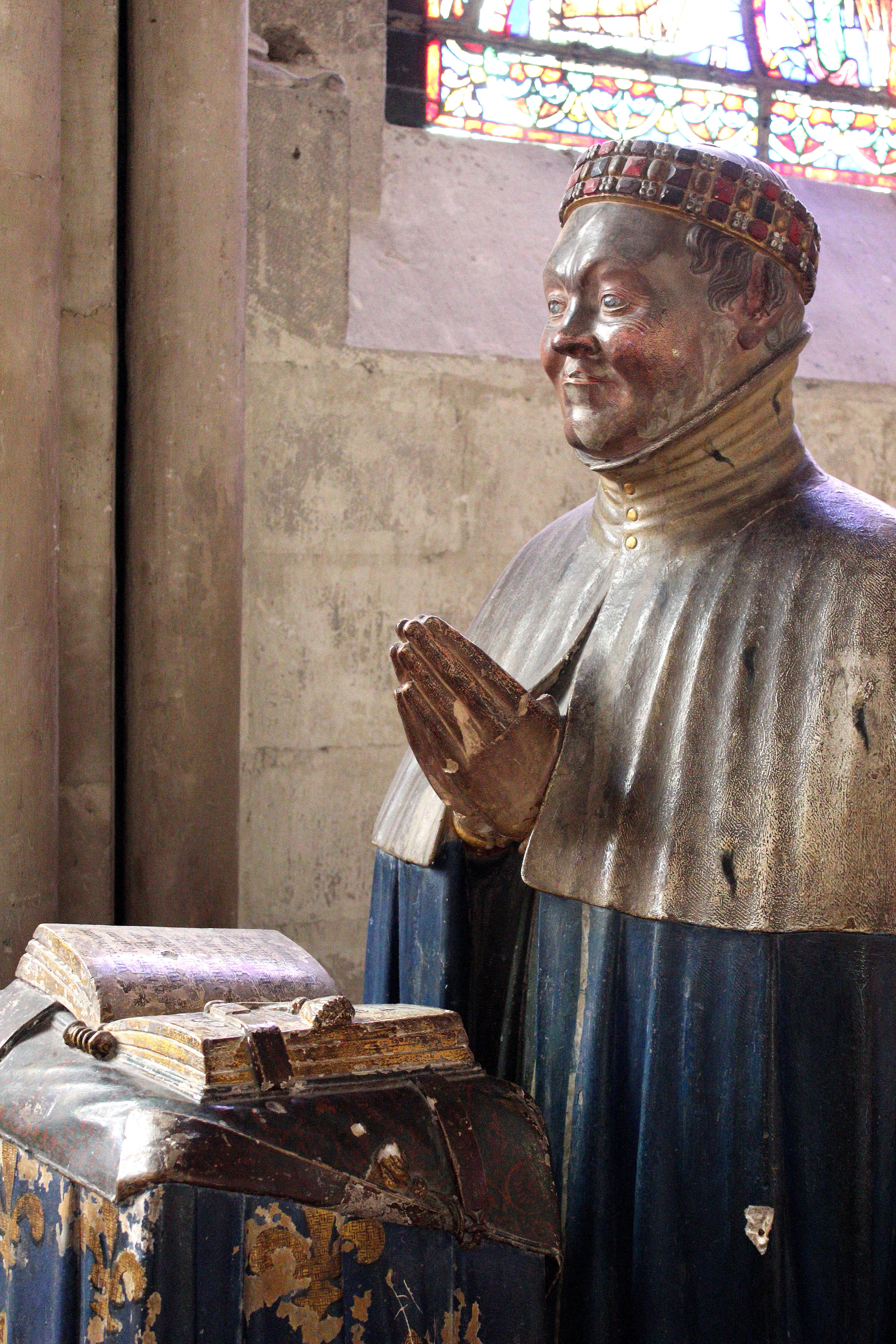
Jan z Berry (katedrála v Bourges)

Jan z Berry byl dvakrát ženat. První ženou byla Jana z Armagnacu, s níž měl tři syny a dvě dcery. Všichni tři synové zemřeli v mladém věku.Po smrti manželky Jany se oženil s o téměř 40 let mladší Janou z Boulogne a je zřejmě, že se jednalo o politicky motivovaný sňatek. Jana byla dědičkou hrabství Boulogne a vyrůstala u svého příbuzného Gastona z Foix. Ten hodlal zajistit Janě prestižního ženicha, a proto pohrozil, že ji vdá za Jindřicha z Lancasteru, bratrance anglického krále Richarda II. Angličané tehdy vlastnili panství Calais a kdyby je rozšířili i o Boulogne, představovalo by to pro francouzskou politiku vážnou hrozbu. Proto byl Gastonovi urychleně nabídnut jako ženich pro Janu Jan z Berry a za cenu smluv a úplatků se svatbu podařilo uskutečnit. Jan z Berry si tím také nepohoršil, protože získal hrabství. Kromě toho jeho žena pocházela ze slavného rodu, mezi její předky patřil hrdina křížových výprav Godefroy z Bouillonu a podle pověsti i bájný „labutí rytíř“, což Janu z Berry, který měl zálibu v pověstech a sám se považoval za potomka víly Meluzíny, jistě imponovalo. Nicméně toto druhé manželství už zůstalo bezdětné.

### Závěr života
Na počátku 90. let 14. století byli Jan z Berry spolu se svým bratrem Filipem Smělým a synovcem Ludvíkem Orleánským coby rádci francouzského krále na vrcholu moci. Brzy však začalo francouzské království upadat. Král Karel byl ovšem v důsledku své duševní poruchy u lidu velmi oblíbený, vzbuzoval lítost svých poddaných, a proto za neúspěchy státní politiky byl viněn – vedle nepopulární královy choti Isabely Bavorské – právě Jan z Berry. Roku 1396 byla v bitvě u Nikopole rozdrcena spojenecká křižácká armáda sultánem Bajezidem a padlo zde mnoho mladých francouzských rytířů, kteří táhli do bitvy v naději, že se jim podaří vzkřísit slávu křížových výprav.
Roku 1404 zcela nečekaně zemřel Filip Smělý a jeho politickou roli převzal jeho syn Jan z Nevers, mezi nímž a Ludvíkem Orleánským panovala silná antipatie. Jan z Berry se snažil spory mezi nimi urovnat, v této aktivitě však naprosto selhal a o tři roky později byl Ludvík Orleánský nalezen v blátě na ulici zavražděný Neversovými zabijáky. Na Jana z Berry měla podlá vražda ten účinek, že začal mít téměř panický strach ze smrti a z jeho života se ztratila radost. Na to se vršily politické neúspěchy.
V roce 1410 byl při povstání měšťanů vypálen jeden z hradů Jana z Berry, čímž byla zničena část jeho oblíbených sbírek pokladů a kuriozit. O rok později zemřel blízký přítel Jana z Berry markrabě moravský Jošt Lucemburský a v tomtéž roce se Jan z Berry málem stal obětí dalšího z četných povstání, kdy jej téměř ukamenoval rozzuřený lid. To jej donutilo v roce 1412 uzavřít potupný mír s Janem z Nevers, kromě toho neměl peníze na vyplacení svého žoldáckého vojska, na což padla další část jeho sbírek. Navíc znechucení žoldáci čekající na výplatu pobili značnou část Janova proslulého zvěřince.
Ještě jednou se Janu z Berry podařilo vrátit k moci, když se v roce 1413 Jan z Nevers politicky zdiskreditoval. To však mělo za následek, že Jan z Berry nesl hlavní zodpovědnost za drtivou porážku francouzských vojsk Angličany v bitvě u Azincourtu. Jan tak přišel o poslední zbytky svého bohatství a jako zlomený muž roku 1416 zemřel a byl pohřben v kryptě katedrály v Bourges.

## Rodokmen
|             |                           |  |                          |                        |  |  |  |  |  |  |  | Filip III. Francouzský |
|             |                           |  |                          |                        |  |  |  |  |  |  |  |                        |
|             | Karel I. z Valois         |  |                          |                        |  |  |  |  |  |  |  |                        |
|             |                           |  |                          |                        |  |  |  |  |  |  |  |                        |
|             |                           |  |                          | Isabela Aragonská      |  |  |  |  |  |  |  |                        |
|             |                           |  |                          |                        |  |  |  |  |  |  |  |                        |
|             | Filip VI. Francouzský     |  |                          |                        |  |  |  |  |  |  |  |                        |
|             |                           |  |                          |                        |  |  |  |  |  |  |  |                        |
|             |                           |  |                          | Karel II. Neapolský    |  |  |  |  |  |  |  |                        |
|             |                           |  |                          |                        |  |  |  |  |  |  |  |                        |
|             | Markéta z Anjou           |  |                          |                        |  |  |  |  |  |  |  |                        |
|             |                           |  |                          |                        |  |  |  |  |  |  |  |                        |
|             |                           |  |                          | Marie Uherská          |  |  |  |  |  |  |  |                        |
|             |                           |  |                          |                        |  |  |  |  |  |  |  |                        |
|             | Jan II. Francouzský       |  |                          |                        |  |  |  |  |  |  |  |                        |
|             |                           |  |                          |                        |  |  |  |  |  |  |  |                        |
|             |                           |  |                          | Hugo IV. Burgundský    |  |  |  |  |  |  |  |                        |
|             |                           |  |                          |                        |  |  |  |  |  |  |  |                        |
|             | Robert II. Burgundský     |  |                          |                        |  |  |  |  |  |  |  |                        |
|             |                           |  |                          |                        |  |  |  |  |  |  |  |                        |
|             |                           |  |                          | Jolanda z Dreux        |  |  |  |  |  |  |  |                        |
|             |                           |  |                          |                        |  |  |  |  |  |  |  |                        |
|             | Jana Burgundská           |  |                          |                        |  |  |  |  |  |  |  |                        |
|             |                           |  |                          |                        |  |  |  |  |  |  |  |                        |
|             |                           |  |                          | Ludvík IX. Francouzský |  |  |  |  |  |  |  |                        |
|             |                           |  |                          |                        |  |  |  |  |  |  |  |                        |
|             | Anežka Francouzská        |  |                          |                        |  |  |  |  |  |  |  |                        |
|             |                           |  |                          |                        |  |  |  |  |  |  |  |                        |
|             |                           |  |                          | Markéta Provensálská   |  |  |  |  |  |  |  |                        |
|             |                           |  |                          |                        |  |  |  |  |  |  |  |                        |
| Jan z Berry |                           |  |                          |                        |  |  |  |  |  |  |  |                        |
|             |                           |  |                          |                        |  |  |  |  |  |  |  |                        |
|             |                           |  | Jindřich VI. Lucemburský |                        |  |  |  |  |  |  |  |                        |
|             |                           |  |                          |                        |  |  |  |  |  |  |  |                        |
|             | Jindřich VII. Lucemburský |  |                          |                        |  |  |  |  |  |  |  |                        |
|             |                           |  |                          |                        |  |  |  |  |  |  |  |                        |
|             |                           |  |                          | Beatrix z Avesnes      |  |  |  |  |  |  |  |                        |
|             |                           |  |                          |                        |  |  |  |  |  |  |  |                        |
|             | Jan Lucemburský           |  |                          |                        |  |  |  |  |  |  |  |                        |
|             |                           |  |                          |                        |  |  |  |  |  |  |  |                        |
|             |                           |  |                          | Jan I. Brabantský      |  |  |  |  |  |  |  |                        |
|             |                           |  |                          |                        |  |  |  |  |  |  |  |                        |
|             | Markéta Brabantská        |  |                          |                        |  |  |  |  |  |  |  |                        |
|             |                           |  |                          |                        |  |  |  |  |  |  |  |                        |
|             |                           |  |                          | Markéta z Dampierre    |  |  |  |  |  |  |  |                        |
|             |                           |  |                          |                        |  |  |  |  |  |  |  |                        |
|             | Bona Lucemburská          |  |                          |                        |  |  |  |  |  |  |  |                        |
|             |                           |  |                          |                        |  |  |  |  |  |  |  |                        |
|             |                           |  |                          | Přemysl Otakar II.     |  |  |  |  |  |  |  |                        |
|             |                           |  |                          |                        |  |  |  |  |  |  |  |                        |
|             | Václav II.                |  |                          |                        |  |  |  |  |  |  |  |                        |
|             |                           |  |                          |                        |  |  |  |  |  |  |  |                        |
|             |                           |  |                          | Kunhuta Haličská       |  |  |  |  |  |  |  |                        |
|             |                           |  |                          |                        |  |  |  |  |  |  |  |                        |
|             | Eliška Přemyslovna        |  |                          |                        |  |  |  |  |  |  |  |                        |
|             |                           |  |                          |                        |  |  |  |  |  |  |  |                        |
|             |                           |  |                          | Rudolf I. Habsburský   |  |  |  |  |  |  |  |                        |
|             |                           |  |                          |                        |  |  |  |  |  |  |  |                        |
|             | Guta Habsburská           |  |                          |                        |  |  |  |  |  |  |  |                        |
|             |                           |  |                          |                        |  |  |  |  |  |  |  |                        |
|             |                           |  |                          | Gertruda z Hohenbergu  |  |  |  |  |  |  |  |                        |
|             |                           |  |                          |                        |  |  |  |  |  |  |  |                        |